# کروموزوم ایکس

تصویر شماتیک کروموزوم ایکس در وضعیت کروماتید

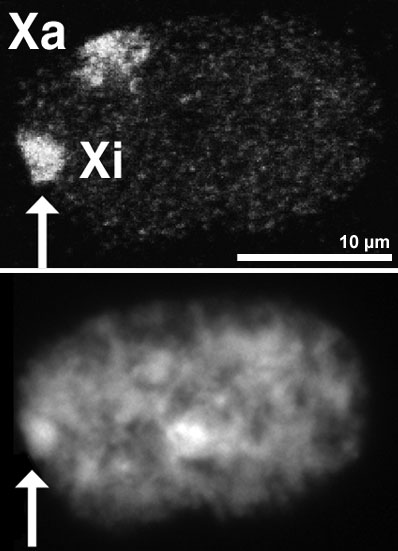
Nucleus of a female amniotic fluid cell. Top: Both X-chromosome territories are detected by FISH. Shown is a single optical section made with a confocal microscope. Bottom: Same nucleus stained with دی‌ای‌پی‌آی and recorded with a CCD camera. The Barr body is indicated by the arrow, it identifies the inactive X (Xi).

کروموزوم X (یا کروموزوم ایکس) یکی از دو کروموزوم جنسی است که در اکثر جانداران از جمله انسان کار تعیین جنسیت را به عهده دارد. در پستانداران، یکی از این دو کروموزوم‌ از تخمک مادر و یک کروموزوم ایکس یا یک کروموزوم Y به‌وسیلهٔ اسپرم پدر به مورولا (جنین آینده) منتقل می‌شود؛ بنابراین کروموزوم‌های ایکس در روش گزینش جنسی xy یا روش گزینش جنسی XO، نقشی تعیین‌کننده دارند.

## مرور کلّی
اکثر پستانداران دارای دو کروموزوم جنسی در هر سلول هستند. مردها دارای یک کروموزوم Y و یک کروموزوم ایکس و زن‌ها دارای دو کروموزوم ایکس هستند. در پستانداران، کروموزوم Y حاوی ژن SRY است که باعث رشد و نمو جنین به‌شکل مذکر می‌شود. کروموزوم Y انسان و پستانداران دیگر ژن‌های دیگر مورد نیاز برای تولید اسپرم‌های طبیعی را نیز دربردارند. کروموزوم Y انسان حاوی ۷۰ ژن است، که تنها ۲۳ پروتئین مجزا را کد می‌کند. کروموزوم ایکس بسیار بزرگ‌تر است و روی آن در حدود ۸۰۴ ژن شناسایی شده که بیشتر آن‌ها نقشی در ایجاد تفاوت بین جنس نر و ماده ندارند و پروتئین‌های متنوعی را کد می‌کنند.
طبق قانون لیون در هر جانور مؤنث، در دوران جنینی (بلاستوسیت) یکی از کروموزوم‌های ایکس (به ارث رسیده از پدر یا مادر) به صورت اتفاقی طی فرایند غیرفعال‌سازی کروموزوم ایکس، غیرفعال می‌شود. در تمام سلول‌های جنینی تکثیر شده همین کروموزوم غیرفعال است و کروموزوم ایکس دیگر ژن‌ها را کد می‌کند. این کروموزوم ایکس غیرفعال، جسم بار (Barr body) نامیده می‌شود.

## بیماری‌های ارثی وابسته به کروموزوم X
اگر ژن بیماری‌زا بر روی کروموزوم X باشد لذا می‌تواند از مادر به تمام فرزندان منتقل شود ولی از پدر فقط به فرزندان دختر منتقل می‌شود (زیرا کروموزوم ایکسِ بیمار در اسپرم پدر بوده و حاصل لقاح دخترِ بیمار است). حال این ژن بیماری‌زای وابسته به کروموزوم جنسی می‌تواند غالب یا مغلوب باشد. می‌دانیم که ژن غالب همیشه موجب بروز بیماری می‌شود چه ژن کروموزوم دیگر سالم باشد چه بیمار، ولی ژن مغلوب فقط وقتی ژن سالمی در سلول نباشد موجب بیماری می‌شود؛ لذا ژن بیماری اگر روی کروموزوم X باشد در مردان حتماً بروز می‌کند ولی در زنان فقط وقتی که هر دو کروموزوم X دارای ژن بیماری‌زا باشند بروز می‌کند.
به زبان دقیق‌تر در بیماری‌های وابسته به کروموزوم X مغلوب، در زنان باید هر دو کروموزوم X معیوب باشند تا بیماری رخ دهد. اگر یک کروموزوم X معیوب باشد بیماری رخ نمی‌دهد ولی قابل انتقال به فرزندان است. در مردان معیوب بودن تنها کروموزوم X سبب بیماری می‌شود.
از بیماری‌های ارثی وابسته به کروموزوم X می‌توان از کوررنگی و هموفیلی نام برد؛ بنابراین، فردی که مبتلا به کوررنگی است، مادرش یا مبتلا به کوررنگی است یا ناقل بیماری.
- پلی‌زومی ایکس: در این حالت یک کروموزوم اضافی ایکس در سلول‌ها وجود دارد. این حالت شایع‌ترین اختلال کروموزومی در مردان محسوب می‌شود. سندرم کلاین فلتر نوعی پلی‌زومی ایکس است.
- ژن بیماری فاویسم بر روی کروموزوم ایکس قرار دارد و تقریباً تمام بیماران مرد هستند. چون ژن مغلوب است بیشتر زنان هتروزیگوت علامت بالینی ندارند ولی گاهی به دلیل غیرفعال شدن اتفاقی کروموزم X، زنان هتروزیگوت نیز علامت‌دار می‌شوند.